# Alcatraz - Historia de una fuga
Alcatraz: The Whole Shocking Story, conocida en España como Alcatraz: historia de una fuga o simplemente Alcatraz, es una miniserie estadounidense producida por Pierre Cossette en 1980 y basada en el libro autobiográfico de Clarence Carnes.

## Origen de la serie
Clarence Carnes, en su día el preso más joven de la prisión de Alcatraz, y también participante en los dos intentos de fuga más famosos de la isla, fue testigo del cierre de Alcatraz en 1963. Junto al escritor Don DeNevi, Carnes escribió un libro que relataba sus experiencias en este presidio así como su difícil infancia y el crimen en el que se vio implicado y que tras varios intentos de fuga del reformatorio y de otra prisión provocó su encarcelamiento de por vida en Alcatraz. El libro se divide en un prólogo y dos partes, una para cada uno de los intentos de fuga, situados en 1946 y en 1962, en las que se detallan tanto los preparativos de las mismas como sus consecuencias.  
La miniserie tiene prácticamente la misma estructura del libro, con un capítulo para cada parte. La adaptación para la pantalla corrió a cargo del prestigioso guionista y escritor de novela negra Ernest Tidyman y fue dirigida por Paul Krasny, estrenándose en la NBC el 5 de noviembre de 1980.     

## Prólogo
El joven Carnes, de raza india, se cría en las afueras de un pequeño pueblo de Oklahoma en un ambiente duro y severo, con un padre violento (Will Sampson). Una noche él y su amigo intentan robar a un tendero y accidentalmente el amigo de Carnes (encarnado ya por Michael Beck) dispara mortalmente contra la víctima, por lo que Carnes es ingresado en un reformatorio juvenil a la edad de 16 años. Tras varias fugas fallidas es sentenciado a cumplir cadena perpetua en Alcatraz en 1945.  

## Primera parte (1946)
La acción se sitúa al año siguiente de su ingreso en Alcatraz. Bernard Coy (Ronny Cox), Marvin Hubbard (Robert Davi), Joseph Cretzer (Telly Savalas), Myron Thompson (Robert F. Hoy) y Carnes, junto al cómplice Sam Shockley (Richard Lynch), participan en lo que luego se llamó "la Batalla de Alcatraz". El plan falla y Cretzer ordena a Carnes que ejecute a los guardianes que habían hecho prisioneros, pero éste se compadece de ellos y hace creer a sus compañeros que ha cumplido la orden, simulando que los ha matado.     
Todos los fugitivos que no murieron en la refriega con las autoridades fueron sentenciados a muerte, excepto Carnes, al que se le conmutó la pena de muerte por la de cadena perpetua nuevamente por haber ayudado a los rehenes. 

## Segunda parte (1962)
La parte final nos muestra un maduro Clarence Carnes, que ha adquirido cierto prestigio e importantes contactos en la penitenciaría, además de trabar amistad con el recluso más famoso de Alcatraz, Robert Stroud (Art Carney), conocido como "el hombre de los pájaros de Alcatraz". Pero Carnes sigue obsesionado con la idea de la fuga. Gracias a la colaboración del jefe del sector afroamericano, "Bumpy" Johnson (John Amos), Carnes logra los medios para preparar un segundo intento junto a Frank Morris (Ed Lauter) y los hermanos Anglin, Clarence y John (Louis Giambalvo y Antony Ponzini respectivamente) con un ingenioso plan. Cuando los preparativos se encuentran ya muy avanzados, Carnes se entera de que está siendo estrechamente vigilado. Temiendo que ello pueda malograr la huida de todos sus compañeros, decide abandonar la fuga, pero comprometiéndose a ayudarles en todo lo posible, consciente de que si es un éxito las autoridades se verán obligadas a clausurar Alcatraz.   
El plan parece ser un éxito cuando Morris y los Anglin desaparecen de sus celdas y nunca más se vuelve a saber de ellos. Y tal como predice Carnes, la prisión es definitivamente desalojada al año siguiente.   

## La serie en España
La miniserie se dividió en España de 2 capítulos de 97 minutos a 4 capítulos de 48 minutos. Se estrenó en TVE-1 el viernes 25 de febrero de 1983, siendo el resto de capítulos de la serie emitidos los sucesivos viernes. 
Para el doblaje de la serie, realizado en Barcelona, el actor Telly Savalas fue doblado por su voz habitual en el cine, Joaquín Díaz. El reparto principal fue el siguiente:
- Clarence Carnes (Michael Beck) - Antonio Gómez de Vicente.
- Joseph Cretzer (Telly Savalas) - Joaquín Díaz.
- Bernard Coy (Ronny Cox) - Ricardo Solans.
- Robert Stroud (Art Carney) - Luis Posada Mendoza.
- Jughead Miller (Alex Karras) - Arsenio Corsellas.
- Bumpy Johnson (John Amos) - Juan Manuel Soriano.
- Frank Morris (Ed Lauter) - Claudi García.
- Sam Shockley (Richard Lynch) - Claudi García.
- Courtney Taylor (Peter Coyote) - Eduardo Muntada.
- Marvin Hubbard (Robert Davi) - Pepe Mediavilla.
- Clarence Anglin (Louis Giambalvo) - Arsenio Corsellas.
- Director Miller (Sidney Clute) - Fernando Ulloa.
- Ray Neal (Joe Pantoliano) - Joan Pera.
- Fred Haskell (Spencer Milligan) - Joan Borrás.